# Teksid
Teksid es un grupo empresarial italiano propiedad de Fiat S.p.A. cuya misión es la producción de hierro y piezas de fundición. Con operaciones en Europa, Norte y Sur América y Asia y una capacidad de producción de aproximadamente 600.000 toneladas anuales, es líder mundial en fundición de hierro para la industria del automóvil. Forma parte del grupo Teksid Aluminum, empresa especializada es la producción de piezas de aluminio. Su plantilla está formada por más de 7800 empleados.

## Fábricas

### Brasil
Teksid do Brasil Ltda. se encuentra situada en Betim, en el estado de Minas Gerais 19°57′09″S 44°07′52″O / -19.952406, -44.130991. Tiene una capacidad de procesamiento instalada de 300.000 toneladas de hierro y seis toneladas de aluminio al año. Es la fábrica más grande del grupo. Se encuentra próxima a la fábrica de automóviles de Fiat Betim y a la planta de fabricación de motores de Fiat Powertrain, ambas en Betim.

### China
Hua Dong Teksid - Automotive Foundry Co. Ltd. se encuentra situada en Shanghái, en la región de China del Este 32°10′13″N 119°29′34″E / 32.170168, 119.492642. Tiene una capacidad de procesamiento de 80.000 toneladas de hierro al año.

### Francia
Fonderie du Poitou Fonte S.A.S. se encuentra situada en Châtellerault, en la región de Poitou-Charentes 46°54′25″N 0°35′01″E / 46.907052, 0.583713. Tiene una capacidad de procesamiento de 80.000 toneladas de hierro al año. La planta fue adquirída a Renault.

### Italia
Teksid Aluminum S.r.l. se encuentra situada en Carmañola, en el Piamonte 44°51′28″N 7°44′34″E / 44.857698, 7.742803. Tiene una capacidad de procesamiento de 33.000 toneladas de aluminio al año.

### México
Teksid Hierro de México S.A. se encuentra situada en Frontera, en el estado de Coahuila de Zaragoza 26°56′26″N 101°28′03″O / 26.940581, -101.467522. Tiene una capacidad de procesamiento instalada de 100.000 toneladas de hierro al año. Es la segunda fundición más grande del grupo.

### Polonia
Teksid Iron Poland S.p.z.o.o. se encuentra situada en Skoczów, en la región de Silesia 49°47′24″N 18°47′20″E / 49.7901, 18.788767. Tiene una capacidad de procesamiento instalada de 75.000 toneladas de hierro al año. Se encuentra situada próxima a la planta de Fiat Tychy y a la fábrica de motores de Fiat Powertrain en Bielsko Biala.

### Portugal
Funfrap - Fundição Portuguesa S.A. se encuentra situada en Aveiro, en el Baixo Vouga 40°40′29″N 8°36′56″O / 40.674849, -8.615459. Tiene una capacidad de procesamiento instalada de 45.000 toneladas de hierro al año. La planta fue adquirída a Renault.

## Ex fábricas

### Italia
- Teksid Aluminum Getti Speciali S.r.l.

- Crescentino

- Avigliana

### Francia
- Caudan